# Jérôme Garcès
Jérôme Garcès, (Pau, França, 24 d'octubre de 1973) d'origen espanyol, els seus avis són d'Osca, Garcés ha dedicat part de la seva carrera professional a l'arbitratge rugbi. Ha debutat, tant al Pro 12, al Top 14 com a la European Rugby Champions Cup. També és àrbitre internacional, i ha arbitrat al Torneig de les sis Nacions, al The Rugby Championship i va debutar el 2015 a la Copa del Món de Rugbi.
El seu debut internacional es va produir l'any 2010, després que d'arbitrar la Copa del Món de Rugbi junior de 2009 al Japó. el seu primer partit internacional fou un test entre Anglaterra i l'equip del Super 15 dels Barbarians. Durant el 2010 també fou jutge de línia en diversos partits oficials. Destaca també la seva bona actuació, i el seu bon nivell de forma a Cook Cup entre les seleccions d'Austràlia i Anglaterra a Twickenham. Els dos seleccionadors van destacar el bon nivell de forma de l'àrbitre francès. 
Garcès fou també jutge de línia a la Calcuta Cup entre Escòcia i Anglaterra durant el Torneig de les Sis Nacions 2011. En el minut 58 de partit, Garcés va esdevenir àrbitre del partit, després de l'àrbitre original, Romain Poite, es va lesionar durant el partit. L'bril 2011, Garcès va ser anomenat com un àrbitre d'ajudant per la Copa del món de Rugbi 2011, sent jutge de línia en quatre partits.
A partir d'aquí ha seguit arbitrant partits del Torneig de les Sis Nacions, del The Rugby Championship a l'hemisferi sud i partits dels British and Irish Lions de 2013 per Austràlia.